# Нур-Девлет
Нур-Девле́т (крым. Nur Devlet, نور دولت‎; тат. Nur Dəwlət, Нур Дәүлә́т; ум. 1503, Касимов, погр. Бахчисарай) — хан Крыма в 1466—1467, 1467—1469, 1475—1476 годах, правитель Касимова в 1486—1490 годах. Второй сын и преемник крымского хана Хаджи I Герая.

## Биография
После смерти отца Хаджи I Герая в 1466 году Нур-Девлет боролся за власть со своим младшим братом Менгли I Гераем. Борьба шла с переменным успехом (Нур-Девлет терял власть в 1467 и в 1469 годах) и в итоге увенчалась победой Менгли I в 1478 году. Нур-Девлет опирался на поддержку правителей Золотой Орды, поскольку крымская знать поддерживала Менгли I Герая.
После окончательной потери трона Нур-Девлет бежал в Польшу. В 1479 году перешёл на службу к московскому великому князю Ивану III Васильевичу. В 1480 году Нур-Девлет с воеводой князем Василием Ивановичем Ноздреватым совершил по Волге набег на Сарай, столицу Большой Орды, которая была захвачена и разграблена. В 1486 году Нур-Девлет получил во владение от великого князя московского Ивана III Васильевича касимовский престол.
В том же году один из правителей Золотой орды Муртаза сделал попытку лишить престола крымского хана Менгли I Герая с помощью Нур-Девлета. Муртаза направил письма Нур-Девлету и Ивану III Васильевичу с послом Шах-Баглулом, но Иван перехватил оба письма и, не желая разрывать отношений с верным союзником Менгли Гераем, отправил письма ему. После этого с целью предотвращении враждебных действий на южные рубежи великий князь московский Иван III Васильевич выдвинул войско под командованием того же Нур-Девлета.
В 1487—1490 годах участвовал в походах против «Ахматовых детей». В апреле 1490 года последний раз возглавлял поход против Большой Орды, но уже вместе с сыном Сатылганом. По сообщению Рахимзянова, наряду с Касимовым Нур-Девлет какое-то время владел и Каширой. Скорее всего в конце 1490 года касимовский престол отошёл его сыну Сатылгану.
Жил в Касимове. В августе 1498 года его посетил посол Менгли I Герая Шавал. В последние годы жизни болел. В ноябре 1502 года болезнь обострилась и в 1503 году Нур-Девлет умер. О его смерти сообщается 22 сентября 1503 года с посольством в Крым.
16 мая 1504 г. люди царевича Сатылгана просили разрешения великого князя отправить останки Нур-Девлета в Крым, так как об этом просил Менгли I Герай. Это было выполнено зимой 1504—1505 годов. Поэтому Нур-Девлет похоронен в Крыму, а не в Касимове, как другие касимовские правители.